# 放送コード
放送コード（ほうそうコード）とは、放送のうち、番組などの内容や表現に関する規則または規範の呼び名である。多くの国では放送事業者自身の自主規制の形をとる。

## 概要
放送は、番組の種別に関わらず報道機能を持ったマスメディアであり、なおかつ聴覚・視覚による同時性・臨場性があることから、出版（新聞や雑誌）等のほかのメディアに比べ、受け手に与えるインパクトがはるかに強く、社会的影響力が大きい。また、放送事業は出版メディアと異なり、免許制度に基づいて行われており、有限・希少な「国民の共有財産」である電波という資源を利用している。これらの特徴から、放送は公共性が相対的に極めて高いメディアであり、その内容において何らかの規制が必要であるという考え方が生まれた。
もとより表現の自由は絶対的で無制限なものではない。たとえばある表現が、ある他者の人権と衝突する例を考えた場合、表現者には何らかの責任が生じ、法的責任に至った場合は公権力によって一定の制限を受けることになる。ひいては公権力による自由の侵害を招きかねない。放送の自主規制は、それを回避するため、あらかじめ自律的な倫理基準を定め、自由を保つという考え方に基づいている。

### 海外
放送コードは国により大きな違いがあり、国の定めた放送コードに放送事業者が従わなければならない国もあれば、逆に事実上まったく放送コードのない国もある。

### 日本
日本では、放送法の規定により、放送事業者のほとんどは、放送番組の「番組基準」を策定・公表し、それに基づいて番組を制作しなければならない。「番組基準」の具体的内容はあくまでも放送事業者自身が放送番組審議会の諮問を経て策定するもので、公権力の介入を甘受する規定ではない。
日本の民間放送およびケーブルテレビにおける自主放送の事業者団体では、上記の法的に定められた基準に加え、コマーシャルメッセージの内容・回数・割合に関する独自の自主規制ルールを策定し、合わせて「放送基準」としている。
これらの番組基準・放送基準は、放送事業自体の理念や、表現ルールに関する大枠を策定しているに過ぎない。バラエティ番組等で「放送コードに触れる」「放送コードギリギリ」といった表現が散見されるが、番組基準・放送基準の条文では、「ここを超えると基準抵触」といったような判断に際しての定量や、個別の文言・描写例の禁止は具体的には定めていない。
なお、電波法や個人情報の保護に関する法律など、別の法律に基づいて定められた表現内容の基準のうち、違反すれば刑罰が科される事項に関しては、上記とは無関係に、すべての放送事業者が従わなければならないことになっている。